# Amerikai Könyvdíj
Az Amerikai Könyvdíj (American Book Award) az Amerikai Egyesült Államok egyik irodalmi díja, melyet 1978-ban hozott létre a "Before Columbus" névre hallgató alapítvány. Kortárs amerikai szerzőket kívánnak elismerni ezzel a díjjal, faji, nemi és etnikai hovatartozástól függetlenül. Részben azért alapították ezt a díjat, mert más amerikai díjak, mint a Nemzeti Könyvdíj (National Book Award), sokkal behatároltabban kezelik a kategóriákat.

## Lásd még
- Az USA irodalmi díjainak listája